# Чемпионат СССР по современному пятиборью среди юниоров 1980
Чемпионат СССР по современному пятиборью среди юниоров 1980 года прошел в городе Таллин, Эстонская ССР с 1 по 5 сентября 1980 г. В соревновании участвовали юноши 1959 года рождения и моложе. Разыграно было два комплекта наград (личное и командное первенство). Всего на старт чемпионата вышло 68 спортсменов.

## Конкур
Хозяева соревнований создали идеальные условия для проведения чемпионата. Был подобран ровный состав лошадей, который позволил в конном спорте сразу 11 пятиборцам набрать максимальное количество очков 1100, а результат более 1000 очков записали на свой счет 42 участника.

## Фехтование
В фехтовании уверенную победу одержал Т. Каяк (Калев), который выиграл 51 бой. Вторым был В. Парфенов (Нефтчи) — 48 побед, третье место занял В. Софиенко (ПрикВО) — 47 побед.

## Стрельба
В тире очень высокий результат показал А. Юрковецкий (Динамо), который выбил 198 очков. Лидер турнира Каяк стрелял не очень уверенно и в итоге только 193 очка.
Положение после 3-х видов.
1. Т. Каяк (Калев) 3220 оч.
2. А. Юрковецкий (Динамо) 3170 оч.
3. В. Кириенко (Динамо) 3114 оч.

## Плавание
Первое место в плавании на 300 м занял Н. Ильин (Казахстан) — 3.11,8.

## Бег
Судьба первого места в личном первенстве решилась в легкоатлетическом кроссе на 3 км в парке Нымме. Лучшее время показал Сергей Государев (Профсоюзы, г. Куйбышев) — 9.01, с шестым результатом закончил дистанцию динамовец А. Юрковецкий — 9.16. Этот результат позволил ему набрать лучшую сумму 5594 очка. и завоевать звание чемпиона СССР среди юниоров. Серебряная медаль у В. Кириенко (КВО) — 5590 очков, бронзовым медалистом стал Т. Каяк («Калев») — 5552 очка.

## Личное и командное первенство
| Дисциплина        | Золото                                        | Серебро                                                | Бронза                               |
| Личное первенство | Александр Юрковецкий · «Динамо» · Киев · 5594 | Виктор Кириенко · Киевский военный округ · Киев · 5590 | Томас Каяк · «Калев» · Таллин · 5552 |

## Командное первенство
| Место | Команда                  | Сумма очков |
| ----- | ------------------------ | ----------- |
| 1     | Динамо                   | 16303       |
| 2     | Сборная Профсоюзов       | 15923       |
| 3     | Московский военный округ | 15892       |